# 카탈루냐 군주국
카탈루냐 군주국(카탈루냐어: Principat de Catalunya; 오크어: Principat de Catalonha; 스페인어: Principado de Cataluña; 라틴어: Principatus Cathaloniæ)는 유럽 이베리아 반도 북동부에 위치한 중·근세의 옛 국가이다. 대부분의 존속기간 동안 아라곤 왕국과 동일 왕조의 연합국을 이루었는데 이를 아라곤 연합왕국이라 부른다. 13세기~18세기까지 서쪽으로 아라곤 왕국, 남쪽으로 발렌시아 왕국, 북쪽으로 프랑스 왕국과 안도라 공국, 동쪽으로 지중해와 면했다. 카탈루냐 공국이라는 명칭은 한동안 정식 국명으로 사용되었으나, 1830년대 들어 스페인 정부에서 지방 행정체계를 개편하면서 폐지되었으며 민중 사이에서는 비공식적으로 사용되어 왔다. 오늘날 카탈루냐어로 '공국' (Principat)이라 하면 스페인의 카탈루냐 자치공동체를 가리키는 말로 남아 있다. 이는 통상적인 카탈루냐어권 지방이 넓게는 남프랑스의 루시용 지역까지 포괄된다는 점에서 확연히 구분된다.
카탈루냐와 카탈루냐인이 문헌에 처음 언급된 것은 1117년~1125년경 이탈리아 피사에서 출판된 연대기로 이탈리아 북부군과 카탈루냐, 남프랑스 연합군이 마요르카를 침공했다는 대목에서 소개된다. 당시 카탈루냐는 아직 국가로서의 실체로 존재하지는 않았으나 카탈루냐라는 명칭을 통해 지리적, 문화적 실체로 인정하였던 것으로 추정된다.이후 바르셀로나 백작의 통치하에 카탈루냐 일대가 점차 통일되기 시작하였으며, 1137년에는 바르셀로나 백국과 아라곤 왕국이 단일 왕조로 통합되어 아라곤 연합왕국이 탄생하게 되었다. 그러나 아라곤과 카탈루냐는 각자의 정치체제와 법통을 유지하고 있었으며 이후 수백년간 별개의 국체로서 발전해 왔다. 12세기 알폰소 2세 대에 이르러 카탈루냐는 처음으로 법적으로 독립국가로서 인정받게 되었으나,  '카탈루냐 군주국'이라는 국명은 여전히 공인되지 않았으며 14세기에 이르러서야 카탈루냐 법원이 통치하는 영토로서 법적으로 카탈루냐 공국의 존재가 인정되었다.
카탈루냐 군주국의 정치제도는 수세기에 걸쳐 발전을 거듭하면서 연합왕국 내 다른 국가처럼 왕실의 권력을 대폭 제한하고 3권 분립 (법원-정부-의회)과 사법제도 (바르셀로나 관습법을 계승한 헌법 체제)를 확립해 나갔다. 또한 연합왕국의 무역과 군사, 특히 해군력의 발전에 기여하였으며, 연합왕국의 새 영토로 발렌시아, 발레아레스 제도, 사르데냐, 시칠리아, 나폴리, 아테네 등을 편입하면서 카탈루냐 역시 번영과 확장을 거듭, 지중해 전역의 해상제국을 구축해 나갔다. 그러나 14세기 전쟁 위기와 1410년 바르셀로나 왕가의 통치 종식, 1462년~1472년 카탈루냐 내전은 기존 연합왕국과 국제문제에 있어 카탈루냐 군주국의 입지를 약화시키는 계기로 작용했다.
1469년 아라곤의 페란도 2세와 카스티야의 이사벨 1세가 결혼하면서 스페인 군주국의 토대를 마련했다. 1492년 스페인의 아메리카 식민지 개척이 시작되면서 정치권력의 구심점은 카스티야로 옮겨가기 시작했다. 카탈루냐 정부와 연합왕국 사이의 격화된 긴장 관계와 더불어 농민 반란이 더해져 1640년부터 1659년까지 수확자들의 전쟁 (카탈루냐 반란)이 벌어졌고, 그 과정에서 잠시 카탈루냐 공화국이 수립되기도 했다. 1659년 피레네 조약 체결로 기존 카탈루냐 영토였던 루시용 일대가 프랑스 왕국에 양도되었다. 1701년~1714년 스페인 왕위 계승 전쟁 시기 아라곤 국왕은 신성로마제국의 카를 6세의 연합군 측에 참전하였으나 1714년 바르셀로나 함락으로 끝이 났고, 스페인의 왕좌를 지키게 된 부르봉 왕조의 펠리페 5세는 프랑스를 본보기로 하여 스페인에 절대왕권과 중앙집권화를 실시하였다. 아라곤 연합왕국의 전 영역에 누에바 플란타 법령을 제정하여 카탈루냐, 아라곤, 발렌시아, 마요르카 고유의 정치체제와 권리를 억압하고 이를 카스티야 연합왕국에 합병하여 별개의 국체로서의 지위를 종식시켰다. 카탈루냐 군주국을 비롯한 아라곤 왕국의 영토는 한동안 행정구역 단위로 유지되다가 1833년 스페인 지방분권 체제 수립으로 카탈루냐가 4개의 지방으로 나뉘면서 끝이 났다.

## 문화
- 카탈루냐의 전통
- 카탈루냐의 미술
- 카탈루냐의 종교
- 카탈루냐 요리
- 카탈루냐 문화

## 같이 보기
- 바르셀로나 백작 목록
- 카탈루냐 정부의 대통령 목록
- 카탈루냐 총독 목록
- 바르셀로나 왕립 기록 보관소
- 카탈루냐 국가
- 카탈루냐인 목록
- 카탈루냐 민족주의

## 참고 문헌
- Baydal, Vicent; Palomo, Cristian (coord.) (2020). 《Pseudohistòria contra Catalunya. De l'espanyolisme a la Nova Història》. Vic: Ed. Eumo. ISBN 978-84-9766-689-3.
- Bisson, Thomas N. (1986). 《The Medieval Crown of Aragon: a short history》. Oxford: Clarendon Press. ISBN 9780198219873.
- Bisson, Thomas Noël (1998). Tormented voices. Power, crisis and humanity in rural Catalonia 1140–1200. Harvard University Press
- Bonnassie, Pierre (1975–1976). La Catalogne du milieu du Xe à la fin du XIe siècle. Croissance et mutations d'une société. Toulouse: Publications de l'Université de Toulouse-Le Mirail.
- Capdeferro, Josep and Serra, Eva (2014). La defensa de les constitucions de Catalunya: el Tribunal de Contrafaccions (1702–1713). Generalitat de Catalunya. Departament de Justícia ISBN 978-84-393-9203-3
- Chaytor, H. J. (1933). 《A History of Aragon and Catalonia》. London: Methuen. ISBN 9780404014797.
- Cingolani, Stefano Maria (2006). "Seguir les Vestígies dels Antecessors. Llinatge, Reialesa i Historiografia a Catalunya des de Ramon Berenguer IV a Pere II (1131–1285)". Anuario de Estudios Medievales. ISSN 0066-5061
- Cingolani, Stefano Maria (2015). 《La formació nacional de Catalunya i el fet identitari dels catalans (785–1410)》. Barcelona: Generalitat de Catalunya. ISBN 9788439392590.
- Costa Carreras, Joan; Yates, Alan (2009). 《The Architect of Modern Catalan: Selected Writings/Pompeu Fabra (1868–1948)》. Instutut d'Estudis Catalans & Universitat Pompeu Fabra & Jonh Benjamins B.V. 6–7쪽. ISBN 978-90-272-3264-9.
- Elliott, John (1963). 《The revolt of the Catalans: a study in the decline of Spain (1598–1640)》. Cambridge: Cambridge University Press. ISBN 0-521-27890-2.
- Elliott, John (1963). 《Imperial Spain 1469–1716》. London: revised repr. Penguin Books (2002). ISBN 978-0141007038.
- Ferro, Víctor (1987). 《El Dret Públic Català. Les Institucions a Catalunya fins al Decret de Nova Planta》. Vic: Ed. Eumo. ISBN 84-7602-203-4.
- Fontana, Josep (2014). 《La formació d'una identitat. Una història de Catalunya》. Ed. Eumo. ISBN 9788497665261.
- Kagay, Donald J. (1994). 《The Usatges of Barcelona: The fundamental law of Catalonia》. US: University of Pennsylvania Press. ISBN 0-8122-1535-4.
- Miller, William (1908). 《The Latins in the Levant, a History of Frankish Greece (1204–1566)》. New York: E. P. Dutton and Co. OCLC 563022439.
- Morales Roca, Francisco José (1983). 《Próceres habilitados en las Cortes del Principado de Cataluña, siglo XVII (1599–1713)》. Ediciones Hidalguia. ISBN 9788400054311.
- Ryder, Alan (2007). 《The Wreck of Catalonia: Civil War in the Fifteenth Century.》. Oxford: Oxford University Press. ISBN 978-0199207367.
- Sabaté, Flocel (1997). 《El territori de la Catalunya medieval: percepció de l'espai i divisió territorial al llarg de l'edat mitjana》. Barcelona: Rafael Dalmau. ISBN 9788423205134.
- Salrach, Josep Maria (dir.) (2017). 《Naixement de la nació catalana. Orígens i expansió. Segles IX–XIV》. Barcelona: Enciclopèdia Catalana. ISBN 9788441231061.
- Sánchez, Isabel (2004). 《La Diputació del General de Catalunya (1413–1479)》. Barcelona: Institut d'Estudis Catalans. ISBN 9788472837508.
- Serra, Eva (1966). La guerra dels segadors. Barcelona: Ed. Bruguera
- Serra, Eva (2018). 《La Formació de la Catalunya Moderna. 1640–1714》. Vic: Ed. Eumo. ISBN 978-8497666435.
- Sesma Muñoz, José Ángel (2000). 《La Corona de Aragón. Una introducción crítica》. Zaragoza: Caja de la Inmaculada. ISBN 84-95306-80-8.
- Setton, Kenneth M. (1975). 〈The Catalans in Greece, 1311–1388〉.   Hazard, Harry W. 《A History of the Crusades, Volume III: The Fourteenth and Fifteenth Centuries》. Madison, Wisconsin: University of Wisconsin Press. ISBN 978-0-299-06670-3.
- Tejada y Spínola, Francisco Elías de (1950). Las doctrinas políticas en la Cataluña Medieval. Barcelona: Ayma ed.
- Torres i Sans, Xavier (2008). Naciones sin nacionalismo. Cataluña en la monarquía hispánica. Valencia: Publicacions de la Universitat de València ISBN 978-84-370-7263-0
- Vilar, Pierre (1962). La Catalogne dans l'Espagne moderne. Recherches sur les fondements économiques des structures nationales. III vols., Paris